# Bürgermeisterei Konz

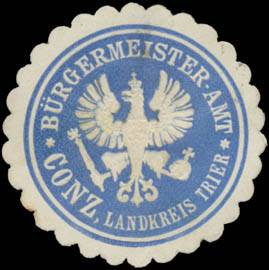
Siegelmarke Bürgermeister-Amt Conz

Die Bürgermeisterei Konz (Bürgermeisterei Conz) im Landkreis Trier im Regierungsbezirk Trier in der preußischen Rheinprovinz war eine Bürgermeisterei mit
6 Dörfern, 1 Hof und 1 einzelnem Hause, welche 175 Feuerstellen und 1263 Einw. hatten (Stand 1828).
Dazu gehörten:
- Konz, ein Dorf am Einfluss der Saar in die Mosel. Über die Saar ist hier eine steinerne, 230 Schritt lange und 13 Schritt breite Brücke. Das Dorf hat 1 Kath. Pfarrkirche, 73 Fst., 526 Einw. und Weinbau.
- Filzen, ein Dorf an der Saar mit 28 Fst., 210 Einw. und Weinbau.
- Hamm, ein Dorf an der Saar mit dem einzelnen Hause Hammerfahr, 1 Kathol. Pfarrkirche, 14 Fst., 104 Einw. und Weinbau.
- Kommlingen, ein Dorf mit 25 Fst., 170 Einw. und Weinbau.
- Niedermennig, ein Dorf mit 13 Fst., 117 Einw. und Weinbau.
- Merzlich, ein Dorf mit dem Hof Roscheid, 22 Fst., 136 Einw. und Weinbau.